# Final Fantasy XI
Final Fantasy XI (яп. ファイナル ファンタジー XI, файнару фантадзі: іребун) (також відома під назвоюFinal Fantasy XI: Online) — масова багатокористувальницька онлайнова рольова гра (MMORPG), розроблена японською компанією Square Co. (нині — Square Enix). Це перша онлайн-гра в серії Final Fantasy. Спочатку вона вийшла в Японії 16 травня 2002 року на ігровій приставці PlayStation 2, і через півроку — 5 листопада вийшла версія для Microsoft Windows. У 2003 році гра була переведена на англійську мову й випущена в Північній Америці 28 жовтня 2003 (Windows-версія). PS2-версія надійшла до продажу 23 березня 2004 року. У Європі продажі Windows-версії почалися восени цього ж року, 14 вересня, PS2-варіант в Європі не видавався. У квітні 2006 року вийшов порт гри для Xbox 360. Хоча Square Enix офіційно не підтримує консоль PlayStation 3, тим не менш режим зворотної сумісності з PlayStation 2 дозволяє використовувати її для гри.
Дотепер вийшло 4 додатки: Rise of the Zilart (2003), Chains of Promathia(2004), Treasures of Aht Urghan (2006), Wings of the Goddess (2007). Перший з них продавався окремо тільки в Японії, він увійшов до складу американського і європейського релізів (європейський реліз спочатку містив і друге доповнення — Chains of Promathia).
Щомісячна абонентська плата становить $ 13 для північноамериканської версії і € 13 — для європейської (£ 9 — для мешканців Великої Британії). За даними на 2008 рік, число активних гравців становить 500 тис. чоловік.
У Росії та країнах СНД, гра була видана компанією Акелла.

## Ігровий процес
Як і в багатьох інших MMORPG, гра відбувається на незалежних один від одного серверах (зараз їх 32 і 1 тестовий, використовуваний розробниками), При створенні персонажа гравцеві пропонується вибір з 5 рас — Hume, Elvaan, Galka, Mithra і Tarutaru. Кожна раса має свої сильні і слабкі сторони, проте ніяких обмежень в доступних професіях вибір раси не накладає.

### Особливості
Відмінною особливістю Final Fantasy XI довгий час залишалося те, що при створенні персонажа в загальному випадку не можна було вибрати сервер, він призначався випадковим чином. Зроблено це було з метою забезпечити рівномірний розподіл гравців зі всього світу по серверах. Однак на початку 2007 року можливість вибору сервера все ж таки була додана. Щоб полегшити гравцям з різних країн спілкування між собою, в грі існує автоперекладач, що дозволяє конструювати нескладні фрази зі списку найуживаніших слів і словосполучень. Ще однією особливістю є сильна орієнтація гри на командну гру. Для більшості професій набір досвіду («прокачування») поодинці, хоча і можливий, але вимагає набагато більше часу, ніж при участі в групі. Також багато квестів і особливо місій (див. нижче) неможливо виконати поодинці, а для виконання деяких потрібен альянс (об'єднання декількох партій).

### Місії та квести
У грі є в наявності безліч завдань — квестів, які (в термінах гри) поділяються на так звані місії і на власне квести. Виконання місій як правило супроводжується кат-сценами і просуває гравця по сюжетній лінії, на відміну від квестів. Тим не менш виконання квестів часто відкривають нові можливості для гравця і/або нагороджує його предметами або ігровими грошима.

### Економіка
Економіка в Final Fantasy XI цілком стандартна для азійських ігор. Дуже небагато ворогів, будучи вбитими, залишають після себе ігрові гроші, і навіть у цьому випадку, частка цих грошей дуже невелика. Основний же спосіб отримання грошей для гравців — продаж на аукціоні іншим гравцям знайдених або власноруч виготовлених (процес виготовлення предметів називається «синтезом» (Synthesis)) речей. Деякі предмети не можуть бути виставлені на аукціон, але можуть бути продані за допомогою так званого «базару» (Bazaar).

### Бойова система
Як і в інших MMORPG (і на відміну від попередніх ігор серії Final Fantasy) бої відбуваються там же, де гравці зустріли ворога, а не на окремому екрані. Схожа система використовується і в Final Fantasy XII. Істотним елементом боїв є Skillchains. Послідовне застосування (пауза не повинна перевищувати 5 секунд) певних бойових умінь може завдати ворогові додаткові пошкодження.

### Рівні
Спочатку персонаж може досягти лише 50-го рівня, однак цей кордон можна підвищити, виконавши ланцюжок квестів, кожен квест у якому підвищує межу на 5 рівнів, аж до 75-го рівня, який і є максимально можливим.

### Професії
На початку гри гравцеві доступно 6 базових професій – Воїн (Warrior (внутрішньоігрове скорочення — WAR)), Монах (Monk (MNK)), Злодій (Thief (THF)), Чорний маг (Black Mage (BLM)), Білий маг (White Mage (WHM)), Червоний маг (Red Mage (RDM)). Початковий вибір професії не є остаточним, і гравець завжди може перемкнутися на іншу професію. Однак очки досвіду і рівні по всіх професій нараховуються незалежно, і якщо, наприклад, почати грати Воїном і, досягнувши 10-го рівня (WAR10), переключитися на Білого мага, то доведеться починати знову з 1-го рівня.
Після досягнення 18-го рівня стає доступний квест на додаткову професію (Support job). Виконання цього квесту дозволить, зберігаючи основну професію, підключити іншу, і використовувати спеціальні уміння та удари обох. Але при цьому рівень додаткової професії обмежується 1/2 від рівня основної. Наприклад, маючи 20-й рівень в професії Воїн, і 15-й — Монах, при виборі Воїна як основної професії, і Монаха як додаткової, рівень Монаха виявиться обмеженим 10-м рівнем. У грі таке поєднання позначається як WAR20/MNK10. Якщо ж зробити протилежний вибір, то обмеженою буде вже професія Воїн — MNK15/WAR7.
По досягненні 30-го рівня в будь-який з базових професій стають доступні квести на додаткові професії. Це професії: Паладин (Paladin (PLD)), Темний лицар (Dark Knight (DRK)), Дресерувальник (Beastmaster (BST)), Рейнджер (Ranger (RNG)), Бард (Bard (BRD)), Прикликач (Summoner (SMN)) , Драгун (Dragoon (DRG)), Ніндзя (Ninja (NIN)), Самурай (Samurai (SAM)), Синій маг (Blue Mage (BLU)), Корсар (Corsair (COR)), Лялькар (Puppetmaster (PUP)), Танцівник (Dancer (DNC)), Вчений (Scholar (SCH)).
Таким чином, всього в грі представлено 20 професій.